# Cyphomyia fassli
Cyphomyia fassli är en tvåvingeart som beskrevs av Lindner 1949. Cyphomyia fassli ingår i släktet Cyphomyia och familjen vapenflugor.
Artens utbredningsområde är Colombia. Inga underarter finns listade i Catalogue of Life.